# Basílica de Nuestra Señora del Puerto

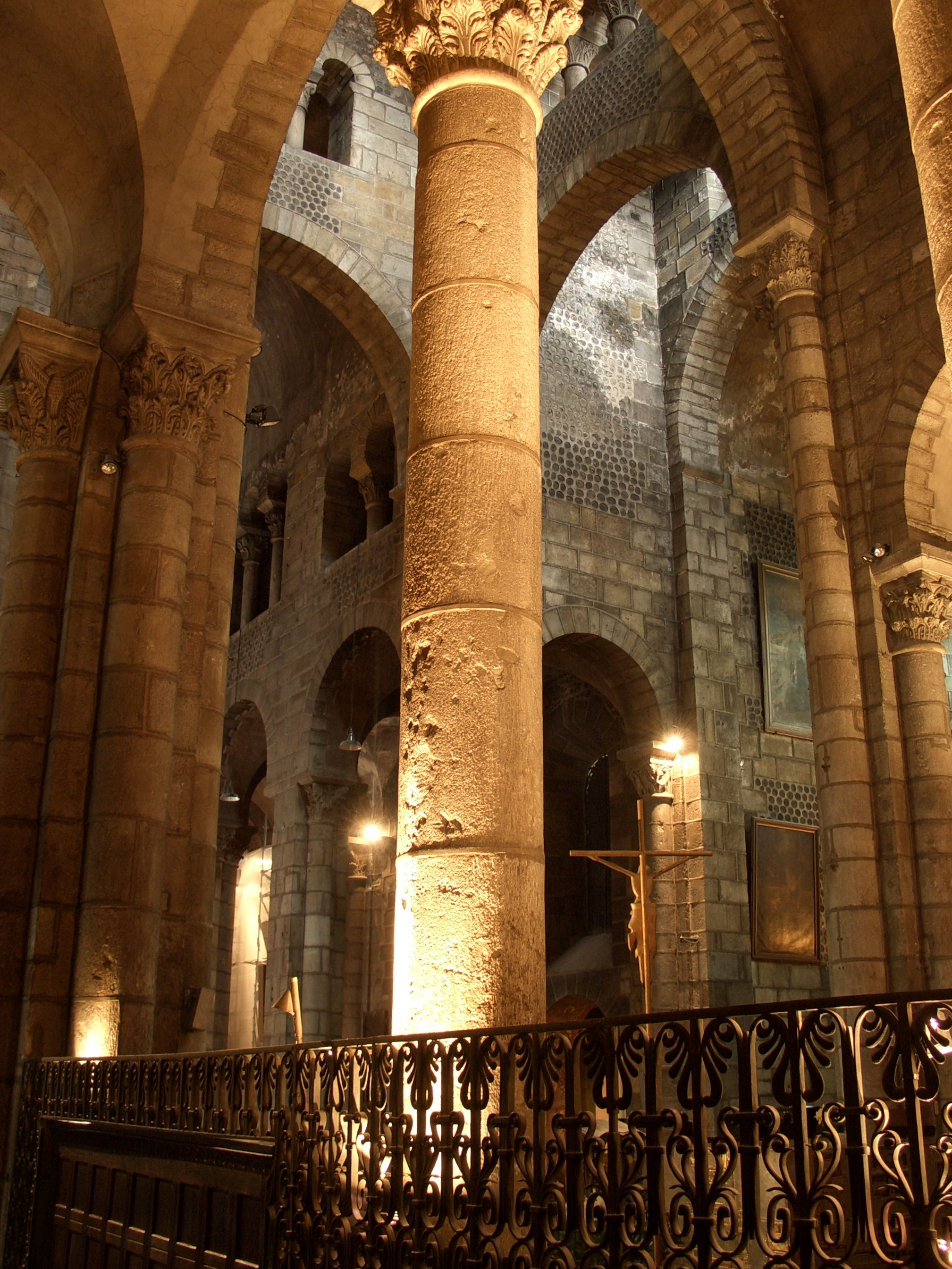
Interior

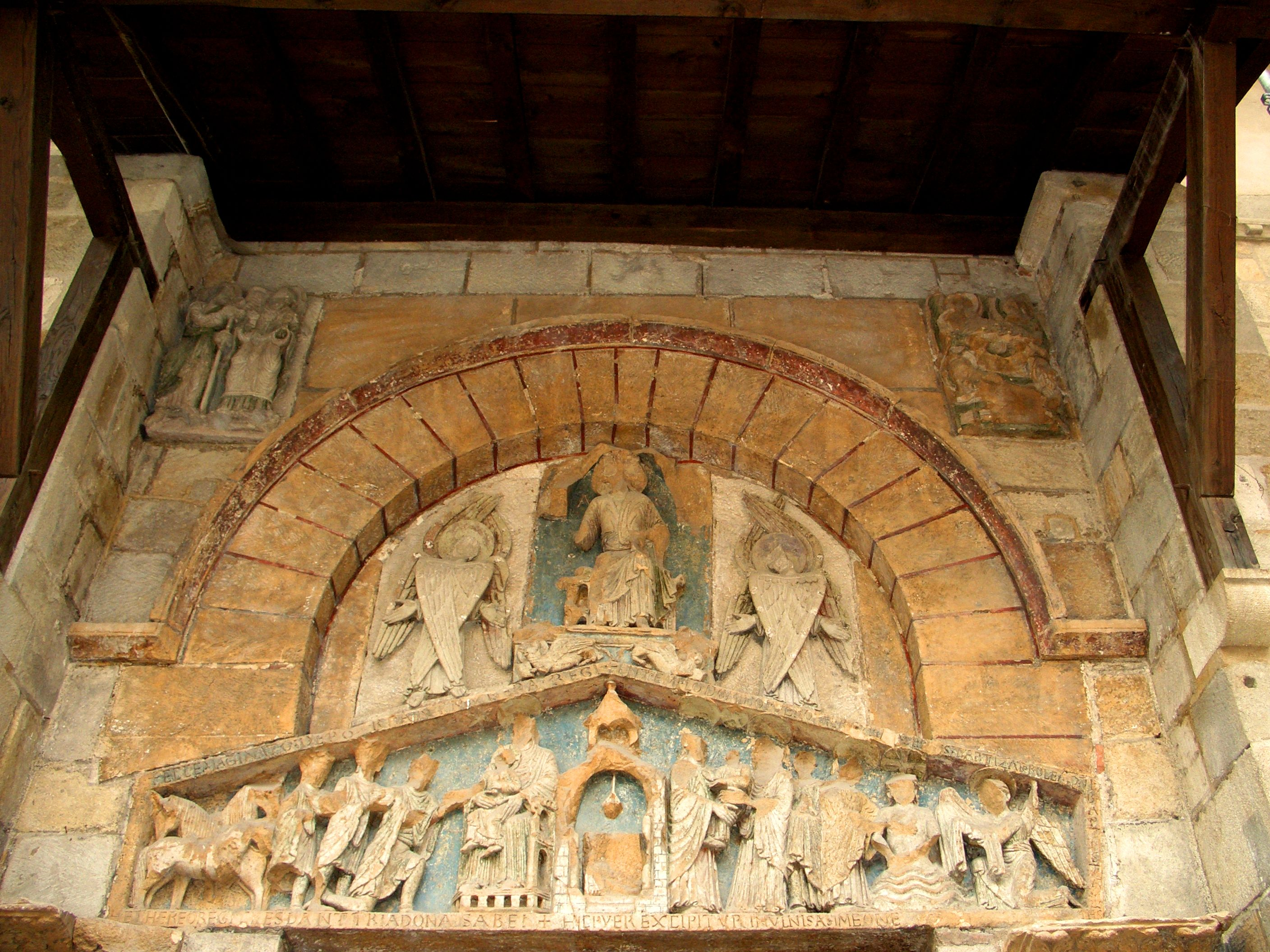
Tímpano de la entrada.

La basílica de Nuestra Señora del Puerto (del francés: Notre-Dame-du-Port) es un edificio románico situado en Clermont-Ferrand en el barrio del Puerto, entre la plaza Delille y la catedral de Nuestra Señora de la Asunción. Está en gran parte oculta por las casas del barrio que la rodea. Fue declarada basílica menor el  3 de mayo de 1886.
Es una de las cinco iglesias románicas de Auvernia llamadas «mayores» (majeures), con la basílica de Nuestra Señora de Orcival, la iglesia de San Austremonio de Issoire, la iglesia de Saint-Nectaire y la iglesia de Notre-Dame de Saint-Saturnin. Fue construida en el siglo XII, si bien no se puede precisar el año exacto de su inicio, un documento de la época permite datar el fin de los trabajos en torno a 1185.
Fue objeto de una clasificación al título de monumento histórico de Francia, parte de la primera lista de monumentos históricos del país, la lista de monumentos históricos de 1840, que contaba con 1034 monumentos.
Es también uno de los bienes individuales que forman parte de los Caminos de Santiago en Francia, declarados Patrimonio de la Humanidad por la Unesco en 1998 con el código 868-020.

## Historia
Fundada en el siglo VI por el obispo San Avito de Clermont, fue reconstruida en los siglos XI y XII, después de haber sido quemada por los normandos. Desde el siglo X hasta la Revolución, estuvo bajo una comunidad de canónigos, secular.

### Construcción
Construida en arcosa rosa, una especie de gres, tiene una armonía casi perfecta que sería debida a la aplicación de la sección áurea.
La cabecera es un ejemplo perfecto del arte románico de Auvernia, hecho de finos mosaicos. Después de una nave de cinco tramos precedida de un nártex, el centro del crucero está cubierto por una cúpula sobre trompas.
El interior predomina la sobriedad, el coro está sobrealzado en un hemiciclo con ocho columnas, y está rodeado de un deambulatorio sobre el que se abren cuatro capillas radiales. Se pueden admirar magníficos capiteles, representando escenas inspiradas en la Biblia.
En la entrada principal, bajo un porche, hay un magnífico tímpano.

## Últimas reconstrucciones
En el siglo XIX se añadió el campanario y se sustituyeron las tejas románicas de origen, por losas de lava. Una importante campaña de renovación se inició en 2007 dentro de la iglesia y terminó a finales de 2008, tras la renovación de las fachadas exteriores y los techos. Este trabajo consistió en la limpieza de todas las piedras, eliminando el cemento de la renovación del siglo XIX, se realizó la restauración de cuadros y reparación de lámparas para dejar la iglesia en el estado que se encontraba anterior al 1900.
El 7 de diciembre del 2008 se efectuó  el traslado de la imagen de Nuestra Señora del Puerto, que se encontraba guardada en la Catedral de Clermont Ferrand, mientras duraban los trabajos de la última restauración.

## Galería de imágenes

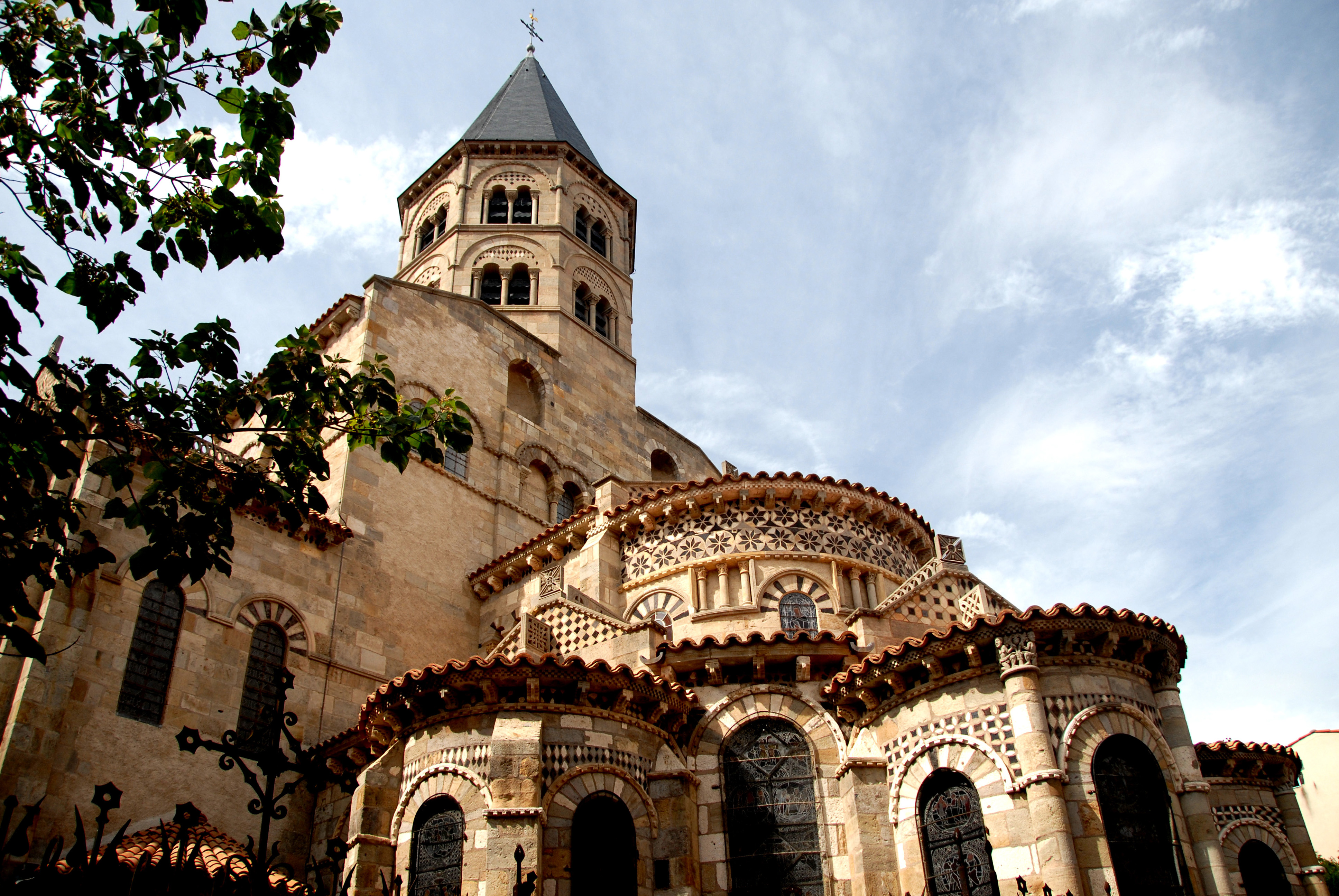
La cabecera con sus mosaicos
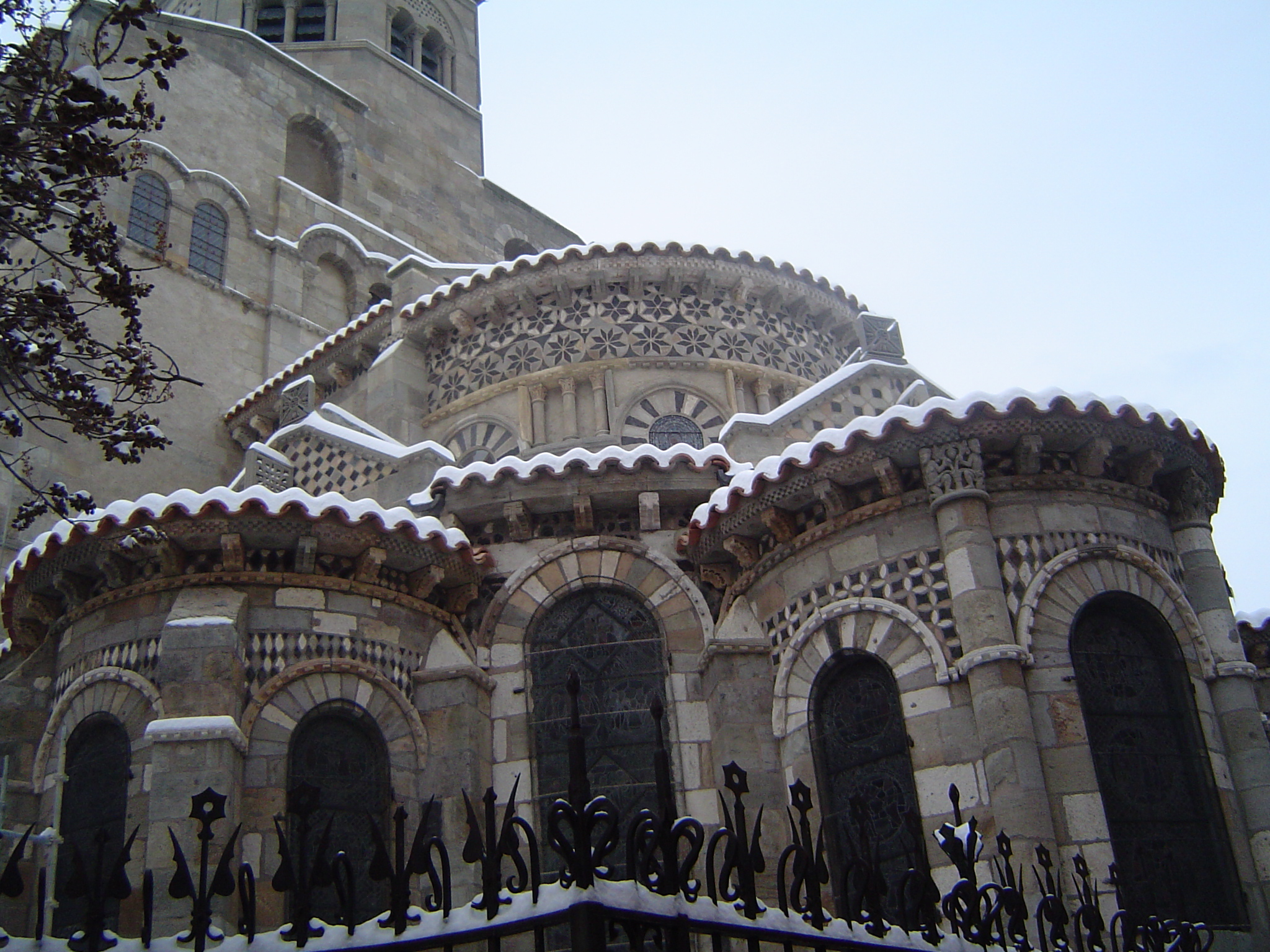
Cabecera bajo la nieve
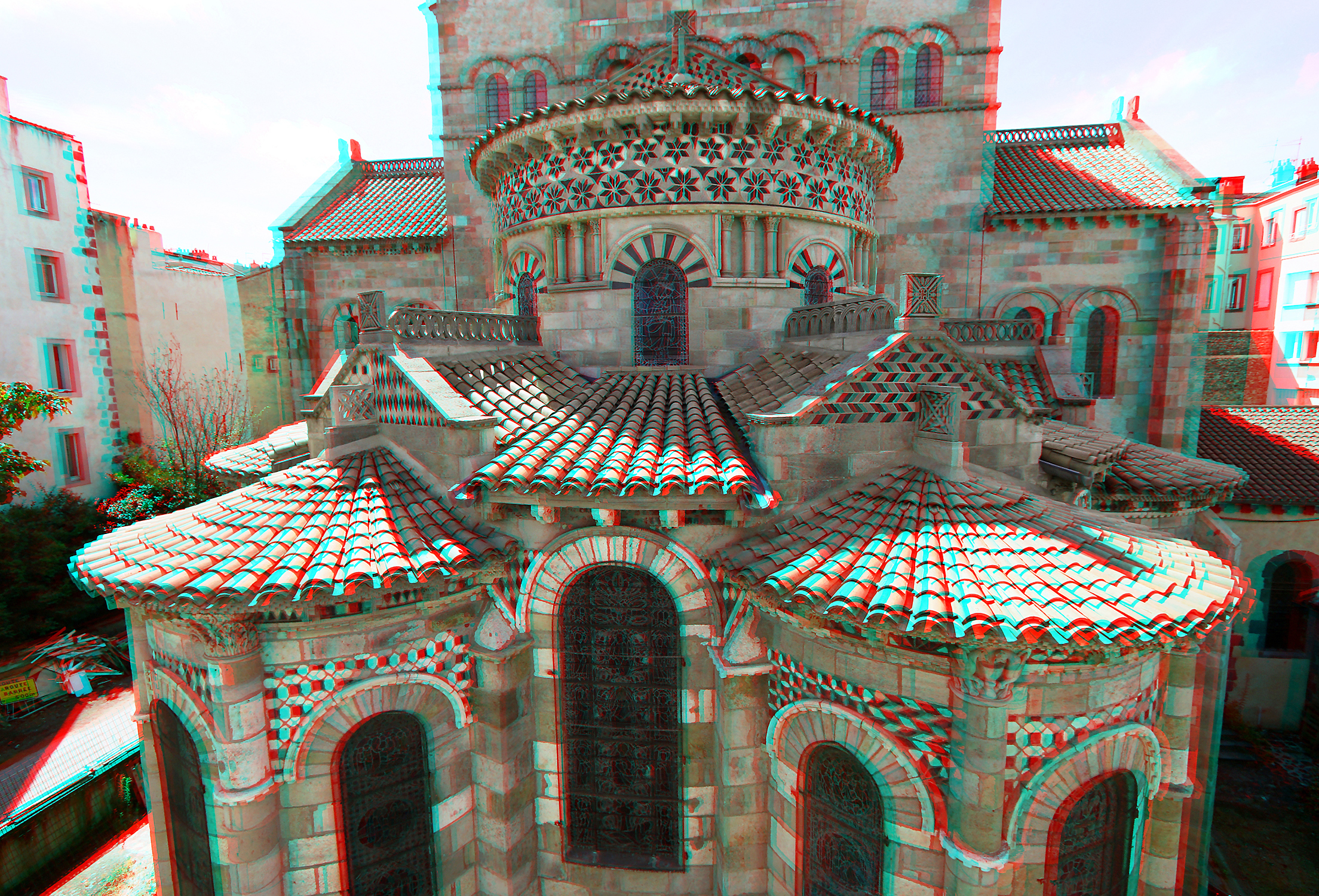
La cabecera  en relieve anagliptico